# Sulibórz, Hạt Choszczno
Sulibórz [suˈlibuʂ] (tiếng Đức: Groß Silber)  là một ngôi làng thuộc khu hành chính của Gmina Recz, thuộc hạt Choszczno, West Pomeranian Voivodeship, ở phía tây bắc Ba Lan. Nó nằm khoảng 9 kilômét (6 mi) phía đông bắc Recz, 23 km (14 mi) về phía đông bắc của Choszczno, và 69 km (43 mi) về phía đông của thủ đô khu vực Szczecin.
Trước năm 1945, khu vực này là một phần của Đức. Đối với lịch sử của khu vực, xem Lịch sử của Pomerania.